# Antipatro Etesia
Antipatro Etesia (... – 279 a.C.) è stato un sovrano macedone antico, nipote di Cassandro.
Antipatro divenne re dopo la morte di Tolomeo Cerauno, avvenuta nel corso della grande invasione celtica, e dopo la deposizione di Meleagro. Regnò solo pochi mesi prima di essere ucciso dal cugino Sostene.
I Macedoni diedero ad Antipatro il nome di Etesias in quanto regnò solo per il periodo in cui soffiarono i venti etesii.